# Dorothy Alison
Dorothy Alison, född 4 april 1925 i Broken Hill, New South Wales, död 17 januari 1992 i London, var en australisk skådespelerska.

## Rollista i urval
- 1952 – I morgon börjar livet
- 1954 – Maggie på drift
- 1956 – Han gav sig aldrig
- 1958 – Gaspoletten
- 1959 – Nunnan
- 1961 – Två levande och en död
- 1966 – Georgy - en ploygirl
- 1971 – Blind terror
- 1981 – Fem svarta höns (miniserie)
- 1988 – Ett skrik i mörkret
- 1989 – Doktorn kan komma (TV-serie)